# Tatort: Spur des Blutes
Spur des Blutes ist ein Fernsehfilm aus der Krimireihe Tatort. Der von Bavaria Fiction im Auftrag des WDR produzierte Beitrag ist die 1214. Tatort-Episode und wurde am 23. Oktober 2022 im SRF, im ORF und im Ersten ausgestrahlt. Das Kölner Ermittlerduo Ballauf und Schenk ermittelt seinen 85. Fall.

## Handlung
Am Kölner Randkanal wird die Leiche der 19-jährigen Lara Krohn gefunden, die für ihre Drogensucht auf den Straßenstrich ging. Gerichtsmediziner Dr. Roth kann drei fremde DNA-Spuren an der Leiche sicherstellen. Bei der dritten Probe finden sich seltene Allele der KTU-Mitarbeiterin Natalie Förster, die im Labor zunächst als Verunreinigungen gedeutet werden.
Laras Freundin Kim kann den Kommissaren ein Handyfoto des Autos von Laras letztem Freier zur Verfügung stellen. Der Jugendliche Lukas Kostenza – seine DNA stimmt mit einer der Fremd-DNA-Spuren überein – gibt gegenüber den Hauptkommissaren Max Ballauf und Freddy Schenk zu, dass er die Prostituierte im Auto seines Vaters mitgenommen hat, um mit ihr zum ersten Mal Sex zu erleben. Ein Überwachungsvideo bestätigt, dass Lara danach noch unverletzt war.
Die zweite DNA-Spur stammt von Mike, dem Zuhälter von Lara und Kim. Aber auch bei ihm ist kein Mordmotiv ersichtlich.
Die Kriminaltechnikerin Natalie Förster, die nach dem Suizid ihrer Mutter kurz nach ihrer Geburt bei Adoptiveltern aufwuchs, verfolgt die Spur der dritten DNA-Probe auf eigene Faust. Als sie einen Treffer in der Datenbank erhält, lässt sie sich die Adresse des wegen Vergewaltigung in der Ehe verurteilten Frank Baumgartner geben. Wegen dieser Zusatzarbeiten erscheint sie verspätet am Ort, wo die Leiche anscheinend in den Kanal geworfen wurde. Gegenüber den Kommissaren verhält sie sich außergewöhnlich abweisend.
In einem Campingwagen-Verleih nehmen die Kommissare den vorbestraften Jugendlichen Pascal Reimann fest, der in der Tatnacht Zugang zu dem Campingwagen hatte, der am Kanal Spuren hinterlassen hatte.
Am Abend sucht Natalie Förster allein das Haus von Frank Baumgartner auf, den sie aufgrund der DNA-Analyse für ihren leiblichen Vater hält, und beobachtet ihn die Nacht über. Am Morgen provoziert sie mit ihrem Fahrrad einen leichten Unfall mit Baumgartner, der sie darauf in sein Haus einlädt und ihre Wunde verbindet. Baumgartner ist der Geschäftsführer des Campingwagen-Verleihs. Förster bedroht und entführt ihn in seinem Auto und lässt ihn zu dem Waldstück fahren, in dem ihre Mutter mit 17 Jahren vergewaltigt worden war und sich kurz nach der Geburt ihres Kindes erhängt hatte.
Baumgartner gesteht ihr die Vergewaltigung der Mutter. Es gelingt ihm, Förster die Waffe zu entreißen und die Polizistin zu bedrohen. Da tauchen Schenk und Ballauf mit einem SEK auf und nehmen Baumgartner, der inzwischen auch als Laras Mörder ermittelt wurde, fest. Förster kann die Suche nach ihrem leiblichen Vater abschließen und kündigt an, dass sie die Polizei verlassen werde, da sie annimmt, wegen des Dienstvergehens gekündigt zu werden. Max Ballauf beschwört sie aber, nichts zu überstürzen, und sichert ihr seine und Schenks Rückendeckung zu. Sie steigen alle drei in Schenks Wagen. Auf seine  Frage „Wohin?“ antwortet sie mit „Nach Hause!“.

## Hintergrund
Der Film wurde vom 15. Juni 2021 bis zum 15. Juli 2021 in Köln und Umgebung gedreht.

## Rezeption

### Kritiken
Der Film sei „grandios gespielt und grandios erzählt“, urteilte die Journalistin Claudia Fromme in der Süddeutschen. Das gelte vor allem mit Blick auf die Leistung des Darstellers Josef Hader in der Rolle des Caravan-Verleihers Frank Baumgartner. Haders Leistung sowie die von Tinka Fürst in der Rolle der Kriminaltechnikerin Natalie Förster stießen auch bei Heike Hupertz in der FAZ auf Zuspruch. „Das latent gewalttätige, verbale Umschleichen“ beider Figuren führe auch zu Fragen, die diesen Film über den Whodunit-Fall hinausheben. Weniger zufrieden äußerte sich Christian Buß im Spiegel, denn der Fokus des Films werde mit fortschreitender Handlung immer unklarer. Der Plot um Förster nehme zu viel Raum ein, während die anfangs auf den Strich gehenden weiblichen Figuren völlig aus dem Blick gerieten. Ähnlich sah es Daniele Muscionico in der NZZ, der Film verliere zugunsten der Geschichte um Förster das Interesse an seinem Opfer. Ganz besonders enttäuscht urteilte der Filmdienst, aus dem sich das Lexikon des Internationalen Films speist: Die Figuren agierten dermaßen unglaubwürdig, „dass selbst die besseren Schauspieler auf verlorenem Posten stehen“, zudem sei der Film „öde“ entwickelt, „voller plumper Effekte und wohlfeiler moralischer Lektionen“ und der Versuch, Förster als Nebenfigur größeren erzählerischen Raum zu geben, misslinge.

### Einschaltquoten
Die Erstausstrahlung von Spur des Blutes am 23. Oktober 2022 wurde in Deutschland von 10,77 Millionen Zuschauern gesehen und erreichte einen Marktanteil von 34,8 % für Das Erste. In der als Hauptzielgruppe für Fernsehwerbung deklarierten Altersgruppe von 14–49 Jahren erreichte Spur des Blutes 2,26 Millionen Zuschauer und damit einen Marktanteil von 28,7 Prozent in dieser Altersgruppe.